# Portia Faces Life
Portia Faces Life was een Amerikaanse soapserie die begon op de NBC radio in 1940. Lucille Wall speelde advocate Portia Blake Manning die thuis en op het werk met tegenspoed kampte.
Van 1954 tot 1955 werd de serie ook op televisie uitgezonden, nu op CBS. Een verhaal over chaos in een duurzaam huwelijk. Frances Reid speelde de titelrol Portia Blake Manning, later verliet ze de serie en veranderde de naam in The Inner Flame